# Mary Nash
Mary Josephine Nash Baldwin, coneguda com a Mary Nash (Limerick, 1947), és una historiadora irlandesa, resident a Barcelona i a Caldes de Malavella, Catalunya des de 1968. Va ser catedràtica d' Història Contemporània des de 1991 a la Universitat de Barcelona.  En l'actualitat és catedràtica emèrita de la Universitat de Barcelona.
Formada a les universitats de Cork, Torí i Barcelona, el 1967 es llicencià a la Universitat Nacional d'Irlanda, i el 1975 obtingué la llicenciatura en filosofia i lletres a la Universitat de Barcelona, on es doctorà tres anys més tard en l'especialitat d'història moderna amb la tesi La dona en les organitzacions polítiques d'esquerres a Espanya, 1931-1939. Ha sigut catedràtica d'història contemporània en aquesta mateixa universitat des de 1991 fins 2017 i actualment n'és catedràtica emèrita. S'ha especialitzat en història de les dones. Va ser pionera en la introducció de la historia de les dones a Espanya, amb la seva recerca publicada des de l´any 1974 i en la recuperació de la memòria històrica de les dones republicanes. La seva recerca inicial es va centrar en les dones, ciutadania i resistència antifeixista durant la Segona República i la Guerra civil. Ha publicat sobre feminismes, gènere i ciutadania, cultures polítiques i les fronteres canviants entre públic i privat. La seva recerca s' ha dedicat a la cultura política del feminisme en el marc de la Transició democràtica. També s' ha consagrat a l' estudi de la intersecció entre discursos d'alteritat, diversitat cultural, gènere, migració o turisme de masses com a escenaris transformadors de pràctiques socials i de gènere en la societat catalana i espanyola. Principal introductora dels estudis sobre dones i gènere a la universitat espanyola, va ser una de les promotores del feminisme acadèmic.
El 1967 es va llicenciar en història i civilització francesa a la Universitat Nacional d'Irlanda de Cork. Va realitzar un postgrau en història a l'Institut Universitari d' Estudis Europeus de Torí, Itàlia, el 1968 i després es va traslladar a Barcelona. El 1974, sota la dictadura franquista, va inaugurar una assignatura sobre història del feminisme i de les dones en la llicenciatura d' història de la Universitat de Barcelona, on es va doctorar el 1977 amb la tesi La dona en les organitzacions polítiques d' esquerres a Espanya, 1931-1939. El 1982 fundà el Centre de Recerca Històrica de la Dona (CIHD), Universitat de Barcelona, el primer espai universitari a Espanya dedicat a la història de les dones. El 1991 va dirigir en aquest Centre el primer postgrau universitari en estudis de gènere en formació en coeducació no sexista. Des de 1988 és membre fundador del consell de redacció de la revista Història Social. Va participar en la primera reunió del comitè nacional de la International Federation for Research in Women´s History (IFRWH) el 1989 a Bellagio, Itàlia. El 1990 va impulsar la creació de la Comissió Interuniversitària que va donar peu a la fundació de el 1991 de  l'Asociación Española de Investigación de Historia de las Mujeres (AEIHM)  Ha estat la seva presidenta fundadora entre 1991 i 1997. El 1994 va ser cofundadora d'Arenal, revista d'història de les dones, de la qual segueix com a codirectora el 2025. El 1997 va fundar el Grup Consolidat de Recerca Multiculturalisme i Gènere de la Universitat de Barcelona.
Va col·laborar amb la xarxa europea de gènere European Network of Women ́s Studies del Consell d'Europa en relació amb les transicions democràtiques i la igualtat i drets de les dones. Ha col·laborat amb la UNESCO i la Comissió Europea.
Ha obtingut el premi Emilia Pardo Bazán pel treball Presència i protagonisme. Aspectes de la història de les dones (1984) i la Generalitat de Catalunya li concedí la Creu de Sant Jordi (1995). Ha aconseguit també la Medalla al treball President Macià (2008) i la Medalla Narcís Monturiol (2018). Ha sigut investida doctora honoris causa el 2010 per la Universitat de Granada i el 2018 per la Universitat Rovira i Virgili. Ha estat guardonat amb el Premi Territoris de la Memòria (2020) en reconeixement de la seva tasca de recuperació de la memòria història de les dones. Va ser Presidenta de la Comissió d' Humanitats de l' Agència de Qualitat Universitària de la Generalitat de Catalunya. El 2022 la Universitat de Barcelona va promoure la seva candidatura al Premi Princesa d'Astúries en la seva categoria de Ciències Socials. El 2024 va ser atorgada el Premi d'Honor Sàpiens per la seva trajectòria pionera en la història de les dones.
El 2024 va fer donació de part de la seva biblioteca al Institut Català de les Dones i el seu arxiu personal al CEHI,  Universitat de Barcelona.

## Obres[7]

### Autora
- Mujer y movimiento obrero en España. Barcelona: Fontamara, 1981
- Experiencias desiguales: conflictos sociales y respuestas colectivas: siglo XIX. Susanna Tavera, Mary Nash. Madrid: Síntesis, 1994
- Defying Male Civilization: Women in the Spanish Civil War. Denver: Arden Press, 1995
- Rojas. Las mujeres republicanas en la Guerra Civil española. Madrid: Taurus, 1999
- Gènere. Identitat urbana i participació ciutadana. Barcelona: Institut de Cultura, 2000
- Mujeres en el mundo. Historia, retos y movimientos. Madrid: Alianza Editorial: 2004 (versió actualitzada: 2012)
- Inmigrantes en nuestro espejo: inmigración y discurso periodístico en la prensa española. Barcelona: Icaria/Antrzyt, 2005
- Dones en transició: de la resistència política a la legitimitat feminista: les dones en la Barcelona de la Transició. Barcelona: Ajuntament de Barcelona, 2007
- Treballadores: un segle de treball femení a Catalunya [1900-2000]. Barcelona: Generalitat de Catalunya, 2010

### Editora
- Mujeres Libres: España 1936-1939. Barcelona: Tusquets, 1975
- Mujer, familia y trabajo en España: 1875-1936. Barcelona: Anthropos, 1983
- Presencia y protagonismo: aspectos de la presencia de la mujer. Barcelona: Ediciones del Serbal, 1984
- Més enllà del silenci. Les dones a la història de Catalunya. Barcelona: Generalitat de Catalunya, 1988
- Mulheres, trabalho e reprodução. Atitudes sociais e políticas de protecção à vida. Editores: Rosa Ballester, Mary Nash. Porto: Ediçoes Afrontamento, 1996
- Multiculturalismos y género. Un estudio interdisciplinar. Editores: Diana Marre, Mary Nash. Barcelona: Bellaterra, 2001
- Las mujeres y las guerras: el papel de las mujeres en las guerras de la Edad Antigua a la Contemporánea. Editores: Susanna Tavera, Mary Nash. Barcelona: Icaria, 2003
- Inmigración, género y espacios urbanos: los retos de la diversidad. Editores: Rosa Tello, Núria Benach, Mary Nash. Barcelona: Bellaterra, 2005
- Los límites de la diferencia: alteridad cultural, género y prácticas sociales. Editores: Gemma Torres Delgado, Mary Nash. Barcelona: Icaria/Antrzyt, 2009
- Feminismos en la transición. Editores: Gemma Torres Delgado, Mary Nash. Barcelona: Universitat de Barcelona, 2009
- Ciudadanas y protagonistas históricas: Mujeres republicanas en la II República y la Guerra Civil. Madrid: Congreso de los Diputados, 2010
- Alteridad cultural y género en la recepción mediática de la inmigración. Editors: Antoni Vives, Mary Nash. Barcelona: Universitat de Barcelona, 2011
- Represión, resistencias, memoria. Las mujeres bajo la dictadura franquista. Granada: Comares, 2013
- Desvelando la Historia. Fuentes históricas coloniales y postcoloniales en clave de género. Editors: Enrique Díez Gutiérrez, Bianca Deusdad Ayala, Mary Nash. Granada: Comares, 2013
- Feminidades y masculinidades: arquetipos y prácticas de género. Madrid: Alianza Editorial, 2014

### Capítols de llibres
- "La miliciana: otra opción de combatividad femenina antifascista" (pàg. 97-108). Las mujeres y la guerra civil española. Madrid: Ministerio de Trabajo e Inmigración; Instituto de la Mujer, 1991[8]
- "Ideals of Redemption: Socialism and Women on the Left in Spain". Women and Socialism. Socialism and Women. Europe between the two world wars. Editors: Helmut Gruber, Pamela Graves. Nova York: Bergham Books, 1998[9]
- "Construcció social de la dona estrangera". Directora: Maria-Àngels Roque. Dones i migració a la Mediterrània occidental. Barcelona: Institut Català de la Mediterrània d'Estudis i Cooperació, 1999
- "Un/Contested Identities: Motherhood Sex Reform, and the Modernization of Gender Identity in Early Twentieth-Century Spain". Editores: Victoria Lorée Enders, Pamela Beth Radcliff. Constructing Spanish Womanhood. Female Identity in Modern Spain. Nova York: State University of New York Press, 1999
- "La doble alteridad en la comunidad imaginada de las mujeres inmigrantes" (pàg. 17-32). Editors: Núria Benach Rovira, Rosa Tello i Robira, Mary Nash. Inmigración, género y espacios urbanos: los retos de la diversidad. Barcelona: Bellaterra, 2005
- "La transgresión de la ciudadanía en femenino: Clara Campoamor y Federica Montseny" (pàg. 35-54). Coordinadora: Mercedes Gómez Blesa. Las intelectuales republicanas : la conquista de la ciudadanía. Madrid: Biblioteca Nueva, 2007
- "Mujeres en guerra. Repensar la historia". Coordinadors: Paul Preston, Julián Casanova. La guerra civil española. Madrid: Fundación Pablo Iglesias, 2008
- Vives, Toni; Nash, Mary. "Inmigración y discursos institucionales en Cataluña". La inmigración sale a la calle: comunicación y discursos políticos sobre el fenómeno migratorio. Barcelona: Icària, 2008
- "Representaciones culturales, imaginarios y comunidad imaginada en la interpretación del universo intercultural". La política de lo diverso: ¿producción, reconocimiento o apropiación de lo cultural? I Training Seminar de Jóvenes Investigadores en Dinámicas Interculturales. Barcelona: CIDOB, 2008
- "Dones en transició: La consolidació del feminisme a Catalunya". Director científic: Josep Maria Solé Sabaté. La transició a Catalunya (1975 - 1984) : 1. Mor la Dictadura, neix una il·lusió (1975 - 1979). Barcelona: Edicions 62, 2008
- "Maternidades y construcción identitaria: debates del siglo XX". Editora: Gloria A. Franco Rubio. Debates sobre la maternidad: Desde una perspectiva histórica (siglos XVI- XX). Barcelona: Icaria, 2010
- "Ciutadanes en guerra: Les dones republicanes en la lluita antifeixista". Coordinador: David Ginard. Dona, Guerra Civil i franquisme. Palma: Documenta Balear, 2011
- "La construcción de una cultura política desde la legitimidad feminista durante la transición política democrática". Editores: Ana Aguado; Teresa M. Ortega. Feminismos y antifeminismos: Culturas políticas e identidades de género en la España del siglo XX. València: Universitat de València; Granada: Universidad de Granada, 2011
- "Las mujeres en el último siglo". 100 años en femenino. Una historia de las mujeres en España (Catàleg de l'exposició). Madrid: Acción Cultural Española, 2012
- "Productor, padre cabeza de familia, reina del hogar y prácticas disidentes". La dictadura franquista. La institucionalització d'un règim. Barcelona: Universitat de Barcelona, 2012
- "Feminismos de la Transición: políticas identitarias, cultura política y disidencia cultural como resignificación de los valores de género". Editora: Pilar Pérez-Fuentes Hernández. Entre dos orillas: Las mujeres en la historia de España y América Latina. Barcelona: Icaria, 2012
- "Hacia una conciencia feminista: las organizaciones femeninas y la construcción del feminismo". Antología del pensamiento feminista español (1726-2011). Madrid: Cátedra, 2012
- "Mujeres, género y las fronteras abiertas de la Historia: Una cartografía intelectual". Editor: Jaume Aurell. La historia de España en primera persona: Autobiografía de historiadores hispanistas. Barcelona: Base, 2012
- "Resistencias e identidades colectivas: el despertar feminista durante el tardofranquismo en Barcelona". Editora: Mary Nash. Represión, resistencias, memoria. Las mujeres bajo la dictadura franquista. Granada: Comares, 2013
- "La resistencia colonial en Egipto" (pàg. 89-91), "Las mujeres en la Primavera Árabe" (pàg. 153-158), "Los derechos de las mujeres son derechos humanos" (pàg. 183-187). Desvelando la historia. Fuentes históricas coloniales y postcoloniales en clave de género. Granada: Comares, 2013
- "Vencidas, represaliadas y resistentes: las mujeres bajo el orden patriarcal franquista". Editor: Julián Casanova Ruiz. 40 años con Franco. Barcelona: Crítica, 2015

### Articles en revistes
- "Intersticios, zonas de contacto intercultural y la construcción de nuevas identidades urbanas". Migrainfo: Revista de la Diputació de Barcelona. 2005
- "Identités de genre, mécanismes de subalternité et procès d'émancipation féminine". Revista CIDOB d'Afers Internacionals (núm. 73-74, pàg. 217-235). 2006
- "El feminisme català i la presa de consciència de les dones". Literatures (Segona època, núm. 5, pàg. 104-117). 2007
- "Challenging subordination: the women's movement". Contributions to Science (volum 4, pàg. 75-83). 2008
- "Reflexiones feministas sobre conflictos armados. Entrevista a Mary Nash y María Palomares". Diálogos: Monográficos de divulgación del pensamiento feminista (núm. 2, pàg. 34-41). 2009
- "De cultura política, cultura de género y aprendizaje del feminismo histórico en el Estado español". Desacuerdos (núm. 7, pàg. 18-41). 2012
- "La emoción del diálogo con la gente del pasado. Una conversación con Natalie Zemon Davis". Historia Social, Dossier Natalie Zemon Davis (núm. 75, pàg. 65-94). 2013
- Martínez López, Cándida; Nash, Mary. "Arenal, 20 años de Historia de las Mujeres". Arenal, Revista de Historia de las Mujeres (volum 20, núm. 1, pàg. 5-40). 2013

### Altres
- Colita; Nash, Mary (Textos i selecció fotogràfica). Fotògrafes pioneres a Catalunya. Institut Català de les Dones, 2005
- Dones: Els camins de la llibertat[10] [Exposició al Museu d'Història de Catalunya; del 17 d'abril al 20 de juliol de 2008] Comissària, conjuntament amb M. Lluïsa Penelas, i membre del Comitè Científic

### Participació en projectes de recerca i intervenció social
- "Projecte I+D La construcción de la identidad europea a través de las identidades urbanas. Nuevos sujetos sociales diversidad cultural y políticas públicas en espacios urbanos". Ministerio de Ciencia y Tecnología: 2001-2005
- "Projecte I+D Estratègies d'adaptació de la dona immigrada d'origen africà. Propostes per a la millora de la seva capacitació individual". Ministerio de Ciencia e Innovación : 2007
- "Projecte I+D Cuestionando la conflictividad cultural: un análisis crítico de las representaciones de la alteridad cultural en los medios de comunicación desde una perspectiva de género". Universitat de Barcelona i Ministeri d'Educació i Ciència: 2007-2010
- "Projecte I+D Joves d'origen immigrant i associacions de les seves comunitats de procedència, un procés cap a la interculturalitat o cap a l'exclusió? Anàlisi d'una associació pakistanesa i d'una subsahariana". Universitat de Barcelona i Agència de Gestió d'Ajuts Universitaris i de Recerca, Generalitat de Catalunya (AGAUR) : 2008
- "Projecte I+D Discursos de gènere, nacionalisme i respostes col·lectives de les dones a Catalunya i Irlanda (1940-1970)". Universitat de Barcelona i Agència de Gestió d'Ajuts Universitaris i de Recerca, Generalitat de Catalunya (AGAUR) : 2009-2010
- "Projecte I+D Legislació i perspectives de gènere en la construcció de la ciutadania: una comparativa entre Irlanda i Catalunya al segle XX". Universitat de Barcelona i Agència de Gestió d'Ajuts Universitaris i de Recerca, Generalitat de Catalunya (AGAUR) : 2010-2011
- "Projecte I+D Alianza de civilaciones: perspectivas de género en clave histórica". Ministerio de Ciencia e Innovación : 2009-2012
- "Projecte I+D La mediterraneidad en la producción de espacios turísticos: contacto intercultural, alteridad de género e identidades locales". Ministerio de Ciencia e Innovación : 2011-2013
- "Projecte I+D Turistas e Immigrantes: sistemas poscoloniales de jerarquización cultural en la frontera mediterránea de Europa, una perspectiva de género". (HAR2013-45840-R). Ministerio de Ciencia e Innovación : 2014-2016